# 他人の足
『他人の足』（たにんのあし）は大江健三郎の初期に書かれた短編小説。『新潮』1957年8月号に掲載。

## 梗概
僕らは脊椎カリエスを患い病院のベッドに横たわり続けている。今までもこれからも。病院は惰性に包まれた閉じた世界だった。ある日一人の大学生が新たに僕らの病院に入ってきた。彼は病院の独特の雰囲気に耐え難いものを感じ、それを改善する会を結成すると僕に言った。僕は冷静な眼で見続けた。彼が外から来た人間だという事をひしひしと感じていたから。
やがて彼はその活動に成功し始めた。そして病院は明るい雰囲気に変わっていった。
彼は手術をしてその後用心しながら歩く事に成功した。しかし彼が病室に入ってきた時、曖昧な硬い表情をしているのを見て、僕は、何故自分の足の上に立っている人間は非人間的に見えるのだろう、と感じた。
結局、あいつは贋物に過ぎない、そして僕はずっと彼を見張っていたのだから、という勝利の感情もすぐに消えた。そして病院は元の空気に戻っていった。

## 出版
『死者の奢り・飼育』新潮文庫　(解説：江藤淳)　ISBN 4-10-112601-1
- 死者の奢り
- 他人の足
- 飼育
- 人間の羊
- 不意の唖
- 戦いの今日    (以上収録作品)